# Двадцать первое правительство Израиля
Двадцать первое правительство Израиля (ивр. ממשלת ישראל העשרים ואחת‎) было сформировано 13 сентября 1984 года лидером блока Маарах Шимоном Пересом, после выборов в Кнессет, прошедших в июле. На выборах блоки Маарах и Ликуд получили более чем по 40 мест, и ни один из них не был в состоянии сформировать правительство, опирающееся на парламентское большинство. После консультаций между блоками было сформировано правительство национального единства, которое поддержали партии МАФДАЛ, Агудат Исраэль, ШАС, Мораша, Шинуй и Омец, вместе с которыми правящая коалиция располагала 97 из 120 мест в Кнессете. Между лидерами блоков была достигнута договорённость, что первые два года правительство будет возглавлять лидер Маарах Перес, а последующие два года — лидер Ликуд Шамир. Тем не менее, в знак протеста против союза с Ликудом, МАПАМ вышла из состава блока Маарах, а депутат от МАПАЙ Йоси Сарид вышел из своей фракции и присоединился к партии Рац.
Двадцать первое правительство Израиля сменилось двадцать вторым правительством 20 октября 1986 года, когда Ицхак Шамир заменил Переса на посту премьер-министра в соответствии с достигнутым соглашением. Была также учреждена должность исполняющего обязанности премьер-министра, который должен исполнять обязанности премьер-министра при невозможности исполнения последним своих обязанностей, при этом роль заместителя премьер-министра становилась чисто символической.

## Состав правительства
| Должность                                            | Имя, фамилия                                  | Партийная принадлежность  |
| ---------------------------------------------------- | --------------------------------------------- | ------------------------- |
| Премьер-министр                                      | Шимон Перес                                   | Маарах                    |
| Исполняющий обязанности премьер-министра             | Ицхак Шамир                                   | Ликуд                     |
| Заместитель премьер-министра                         | Давид Леви                                    | Ликуд                     |
| Заместитель премьер-министра                         | Ицхак Навон                                   | Маарах                    |
| Министр сельского хозяйства                          | Арье Нехемкин                                 | Маарах                    |
| Министр связи                                        | Амнон Рубинштейн                              | Шинуй                     |
| Министр обороны                                      | Ицхак Рабин                                   | Маарах                    |
| Министр экономики и планирования1                    | Гад Яакоби                                    | Маарах                    |
| Министр образования и культуры                       | Ицхак Навон                                   | Маарах                    |
| Министр энергетики и инфраструктуры                  | Моше Шахаль                                   | Маарах                    |
| Министр финансов                                     | Ицхак Модаи (до 16 апреля 1986)               | Ликуд                     |
| Министр финансов                                     | Моше Ниссим (с 16 апреля 1986)                | Ликуд                     |
| Министр иностранных дел                              | Ицхак Шамир                                   | Ликуд                     |
| Министр здравоохранения                              | Мордехай Гур                                  | Маарах                    |
| Министр строительства                                | Давид Леви                                    | Ликуд                     |
| Министр абсорбции                                    | Яаков Цур                                     | Маарах                    |
| Министр торговли и промышленности                    | Ариэль Шарон                                  | Ликуд                     |
| Министр внутренних дел                               | Шимон Перес (до 24 декабря 1984)              | Маарах                    |
| Министр внутренних дел                               | Ицхак Перец (с 24 декабря 1984)               | ШАС                       |
| Министр юстиции                                      | Моше Ниссим (до 16 апреля 1986)               | Ликуд                     |
| Министр юстиции                                      | Ицхак Модаи (16 апреля — 23 июля 1986)        | Ликуд                     |
| Министр юстиции                                      | Авраам Шрир (с 23 июля 1986)                  | Ликуд                     |
| Министр труда и социального обеспечения              | Моше Кацав                                    | Ликуд                     |
| Министр внутренней безопасности                      | Хаим Бар-Лев                                  | Маарах                    |
| Министр по делам религий                             | Шимон Перес (до 23 декабря 1984)              | Маарах                    |
| Министр по делам религий                             | Йосеф Бург (23 декабря 1984 — 5 октября 1986) | МАФДАЛ                    |
| Министр по делам религий                             | Зевулон Хаммер (с 5 декабря 1986)             | МАФДАЛ                    |
| Министр науки и развития                             | Гидеон Пат                                    | Ликуд                     |
| Министр туризма                                      | Авраам Шрир                                   | Ликуд                     |
| Министр транспорта                                   | Хаим Корфу                                    | Ликуд                     |
| Министр без портфеля                                 | Ицхак Перец (до 18 декабря 1984)              | ШАС                       |
| Министр без портфеля                                 | Йосеф Бург (до 23 декабря 1984)               | МАФДАЛ                    |
| Министр без портфеля                                 | Моше Аренс                                    | Ликуд                     |
| Министр без портфеля                                 | Игаль Горовиц                                 | Омец                      |
| Министр без портфеля                                 | Йосеф Шапира                                  | Не был депутатом Кнессета |
| Министр без портфеля                                 | Эзер Вейцман                                  | Яхад, Маарах              |
| Заместитель министра сельского хозяйства             | Авраам Кац-Оз                                 | Маарах                    |
| Заместитель министра обороны                         | Михаэль Декель (с 5 декабря 1985)             | Ликуд                     |
| Заместитель министра финансов                        | Адиэль Аморай                                 | Маарах                    |
| Заместитель министра иностранных дел                 | Рони Мило                                     | Ликуд                     |
| Заместитель министра здравоохранения                 | Шошана Арбели-Альмозлино                      | Маарах                    |
| Заместитель министра труда и социального обеспечения | Менахем Поруш (до 2 декабря 1985)             | Агудат Исраэль            |
| Заместитель министра труда и социального обеспечения | Рафаэль Пинхаси (со 2 декабря 1985)           | ШАС                       |

1 Эта должность была первоначально назывался «Министр экономики и межведомственной координации» и была переименована 16 сентября 1984 года.